# Craugastor chrysozetetes
Craugastor chrysozetetes es una especie de anuros en la familia Craugastoridae.

## Distribución geográfica y hábitat
Es endémica de Honduras.

## Estado de conservación
Se encuentra amenazada de extinción por la pérdida de su hábitat natural y por la quitridiomicosis. Su búsqueda en los últimos 20 años ha resultado infructuosa.